# Monumento a las Víctimas del Comunismo (Praga)
El Monumento a las Víctimas del Comunismo (en checo: Pomník obětem komunismu) es una serie de estatuas en Praga, República Checa que conmemora a las víctimas de la era comunista entre 1948 a 1989. Se encuentra en la base de la colina Petřín, en la calle Újezd, en el barrio de Malá Strana, o el área de la Ciudad Pequeña.
Se inauguró el 22 de mayo de 2002, doce años después de la caída del comunismo, y es obra del escultor checo Olbram Zoubek y de los arquitectos Jan Kerel y Zdeněk Holzel. Fue apoyado por el Ayuntamiento y la Confederación de Presos Políticos (KPV).
Muestra siete figuras de bronce que descienden por las escaleras. Las estatuas parecen más "decaídas" cuanto más lejos están de la vista - algunos tienes extremidades pérdidas y sus cuerpos dañados. Simboliza a los presos políticos que se vieron afectados por el comunismo.

## Descripción
Muestra seis figuras de bronce bajando un tramo de escaleras. Las estatuas parecen más "deterioradas" cuanto más lejos están de ti: pierden miembros y sus cuerpos se abren. Simboliza cómo los presos políticos se vieron afectados por el comunismo.
También hay una tira de bronce que corre a lo largo del centro del monumento, que muestra el número estimado de personas afectadas por el comunismo:
- 205.486 detenidos
- 170,938 forzados al exilio
- 4.500 murieron en prisión
- 327 al intentar escapar
- 248 ejecutado

La placa de bronce cercana dice:
"El monumento a las víctimas del comunismo está dedicado a todas las víctimas, no solo a las que fueron encarceladas o ejecutadas, sino también a aquellas cuyas vidas fueron arruinadas por el despotismo totalitario."
El 24 de febrero de 2018, la vía peatonal adyacente al monumento fue nombrada "totalidad Alej obětí" (Callejón de las víctimas), como sugirió Ivan Margolius al Ayuntamiento de Praga.

## Controversias
Antes de la inauguración del memorial, hubo informes en la prensa local referentes una aparente disputa política sobre quiénes deberían asistir a la ceremonia. El presidente Václav Havel, uno de los principales disidentes de la era comunista, no fue invitado hasta última hora, y declinó su asistencia.
El memorial no fue universalmente bienvenido, criticado por algunos artistas como kitsch, y por otros por no incorporar figuras femeninas. Una de las estatuas fue dañada por dos explosiones de bomba en 2003, aunque nadie reivindicó los ataques.